# سینکنه
سینکئنه شهری در شهرستان دولوگو در استان بازگا در بورکینافاسوی مرکزی است و جمعیت آن ۸۲۵ نفر است.